# La hantise
La hantise is een Franse stomme film uit 1912. Het is de tweede film over de RMS Titanic.
De regisseur is Louis Feuillade en de hoofdspelers zijn Renée Carl (1875-1954) en René Navarre. De film toont een man, een vrouw en een kind in een kamer en daarnaast een scène van twintig seconden van het zinken van het schip.

## Cast
| Acteur          | Personage                 |
| --------------- | ------------------------- |
| Renée Carl      | Madame Trévoux            |
| René Navarre    | Jean Trévoux              |
| Miss Édith      | The Palmist               |
| Henri Jullien   | Madame Trévoux' Godfather |
| Maurice Mathieu | Little Georges            |